# 杨波 (1920年)
杨波（1920年12月—2016年2月3日），原名杨鸿陆，曾名木易，山东荣成俚岛人。1940年11月参加革命工作，1941年2月加入中国共产党。
杨波早年参加中共东海地委机关工作，后担任胶东行政公署财政处任秘书，并跟从薛暮桥负责调查研究工作。第二次国共内战期间，其与薛暮桥参加华北财经会议，并担任华北财经办事处研究员。中华人民共和国成立后，调任政务院财经委贸易处秘书、专员、副处长。1952年10月，调任国家统计局，任贸易司副司长、研究室主任、综合司司长，并与胡乔木到湖南进行农村考察。1962年1月，任中办财经处研究员。1963年1月，调任国家计委究室任副主任。“文化大革命”中受迫害被下放干校劳动。1974年3月起，任山东省计委副主任、主任。1977年12月起，任山东省革委会副主任、计委主任。1978年，随谷牧访问西欧。1979年9月任国家计委副主任、党组成员，期间率团参加瑞士达沃斯欧洲经济论坛会议。1981年3月，调任国家能源委员会常务副主任、党组副书记。1982年4月，任中华人民共和国轻工业部部长、党组书记，兼任中华全国手工业合作总社主任。2000年10月离休。
是中共第十二届中央委员，中共十三大代表，第七届全国人大常委会委员、财经委副主任委员，第八届全国人大财经委顾问。
2016年2月3日在北京逝世。